# L’homme armé

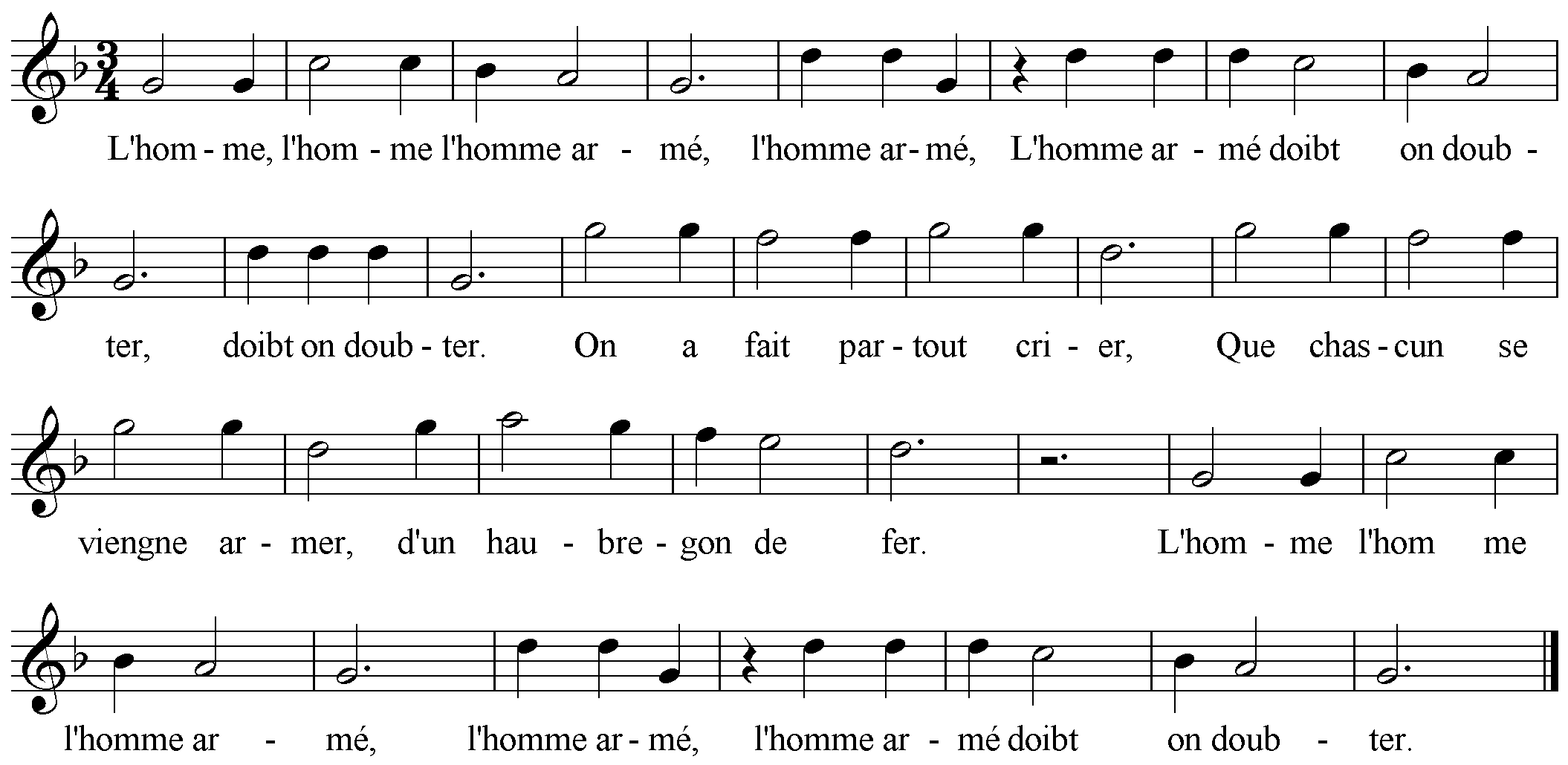
Песня «L’Homme armé». Дорийский («минорный») вариант мелодии

L’Homme armé (фр. вооружённый человек) — французская песня эпохи Возрождения. Авторы стихов и музыки неизвестны. На мелодию этой песни в XV—XVI веках было сочинено более 40 месс, а также другие многоголосные композиции (в том числе, в жанрах кводлибета и шансон).

## Характеристика и рецепция

Песня «L’Homme armé». Миксолидийский («мажорный») вариант мелодии. Транскрипция А.Планшара из неаполитанской рукописи XV в.

Текст состоит из рефрена (L’homme, l’homme, l’homme armé) и куплета (On a fait partout crier), положенных на разную музыку. Содержание текста (сохранилась только одна строфа, написанная на одну рифму) традиционно связывают со Столетней войной. Наиболее ранние письменные памятники с песней датированы серединой XV века; некоторые современные учёные считают её происхождение более ранним. Мелодия сохранилась во многих версиях, из которых наибольшую известность приобрели две: одна «минорная» (в транспонированном дорийском ладу), другая «мажорная» (в миксолидийском ладу).
О чрезвычайности популярности песни свидетельствуют её многочисленные обработки (в том числе, и особенно в церковной музыке) XV—XVI веков. Написание мессы на «L’Homme armé» (используемую в качестве cantus firmus многоголосной композиции) в то время было едва ли не «обязательным» для каждого серьёзного полифониста во Франции, Фландрии, Италии, реже в Испании и Германии. Среди авторов месс на эту песню Гийом Дюфаи, Антуан Бюнуа, Антуан Брюмель, Йоханнес Окегем, Жоскен Депре (две), Пьер де ла Рю (две), Пьер Мутон, Якоб Обрехт, Луазе Компер, Иоанн Тинкторис, Костанцо Феста, Франсиско Герреро (2 редакции, значительно отличающиеся друг от друга музыкально), Кристобаль де Моралес (две), Людвиг Зенфль, Джованни Палестрина (две). Последняя по времени — барочная 12-голосная месса Джакомо Кариссими.
В XX веке тему знаменитой песни спорадически использовали композиторы-авангардисты. В 1999 г. британский (валлийский) композитор Карл Дженкинс использовал тему L’Homme armé (искусно обработанную в стилистике жиги) в своей оратории «Месса мира. Вооруженный человек».

## Текст
L’homme, l’homme, l’homme armé,

L’homme armé,

L’homme armé doibt on doubter, doibt on doubter.

On a fait partout crier,

Que chascun se viengne armer

D’un haubregon de fer.